# Гельвецій
Клод Адріан Гельвецій (фр. Claude Adrien Helvétius; 26 січня 1715, Париж — 26 грудня 1771, Париж) — французький літератор і філософ-матеріаліст утилітарного напрямку; ідеолог французької доби Просвітництва. Будучи учасником просвітницьких гуртків, і особливо групи навколо «Енциклопедії», приймав за відправну точку філософію Дж. Лока та Епікура, тобто був сенсуалістом в теорії пізнання. Сучасники Гельвеція та мислителі наступного, XIX століття вважали його епікурейцем, чи не найбільшого за масштабом серед всіх просвітників XVIII ст.

## Біографія
Гельвецій народився 26 січня 1715 р. в Парижі, в родині придворного лікаря Жана Клода Адріана Гельвеція (1685—1755), (його прізвище спочатку була Schweitzer — Швайцер, що, як і Гельвеціус, означає в перекладі «швейцарець», «швейцарський»). Після закінчення єзуїтського коледжу і самостійної роботи в м. Кан, Гельвецій отримує посаду генерального відкупника до 1751 року, яка дала змогу стати досить забезпеченою і впливовою людиною і одночасно безпосередньо ознайомитись з усіма суперечностями тогочасного суспільства, змусила замислитись над перспективами соціально-політичних змін, що наближались. Саме на цій основі філософ знайомиться і зближується з такими мислителями, як Монтеск'є і Вольтер, під впливом яких (особливо Вольтера) береться за перо й дарує світові свої перші твори: «Про любов до знання», «Про задоволення». «Про невігластво і лінь розуму», «Про ремесла» тощо. З 1751 присвятив себе науці та літературі. Висока урядова посада Гельвеція аж ніяк не приваблювала. Його вабила наука і філософія. Філософ стає членом гуртка мислителів, які об'єднались навколо Дідро і Гольбаха, вільнодумствує, пише книгу «Про розум», спрямовану проти феодальних порядків, релігії і католицької церкви. Зрозуміло, в ті часи з боку духовенства книга викликала ненависть до автора, вона була спалена й заборонена владою. Філософ, між тим, видає книгу «Про людину, її розумові здібності та її виховання», де розгортає ті ж думки, але більш послідовно і доказово. Протистояння мислителя з духовною і світською владою поглиблюється. Гельвецій реагував на критику і тричі зробив перевипуск книги. Згодом видання відомої філософської енциклопедії було зупинено, а твори інших, зокрема Вольтера, що критикував його твір під тиском кризи — також спалені.
Гельвецій відвідав Англію в 1764 році і на запрошення Фрідріха II Великого поїхав до Берліна в 1765 році. А коли твори філософів знову почали видавати, провів решту життя у Воре.
Гельвецій помер 26 грудня 1771 в Парижі. Повне зібрання його творів було видано в Парижі в 1818.

## Філософські погляди
Гельвецій був переконаний, що світ матеріальний, безмежний в часі і просторі, що матерія перебуває в постійному русі, що мислення і відчуття є властивостями матерії, її найскладнішими утвореннями. Виступав проти агностицизму та ідеї божественного походження світу.
Суть цього протистояння визначали три взаємопов'язані напрями філософських роздумів Гельвеція:
— по-перше, заперечення положення про безсмертя душі й обґрунтування висновку про залежність психічного життя людини від її природної організації;
— по-друге, утвердження чуттєвого пізнання як основи й вихідної підвалини будь-якого пізнання взагалі. («Все, що недоступне чуттям, — стверджує філософ, — недосяжне і для розуму»);
— по-третє, обґрунтування ідеї залежності людини від умов соціального середовища, вирішальної ролі середовища у розвитку психічних, моральних і інших характеристик людини.

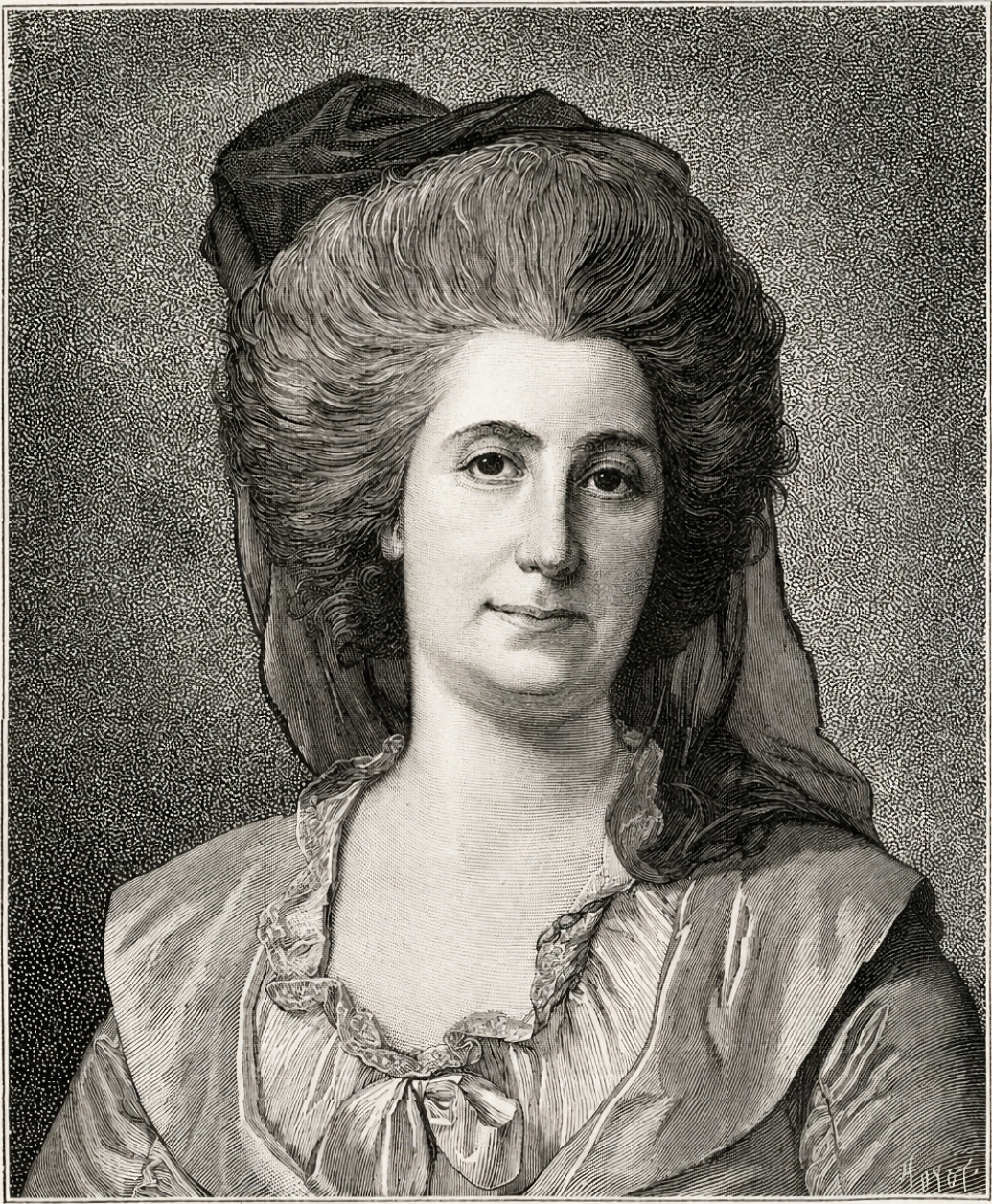
Анна-Катерина де Ланьвіль, відома як Мадам Гельветіус, дружина Гельвеція

Філософ твердив, що суспільне середовище, у свою чергу, створюється діючим законодавством. «Закони роблять все», — заявляє він. А законодавство визначається ідеями панівними в суспільстві. Гельвецій поділяє ідеї на корисні, шкідливі і байдужі. Люди діють згідно з корисними, вигідними їм ідеями. Сокровенна причина суспільного розвитку, вважав філософ, укорінена в інтересі та себелюбстві. Звідси він робить висновок, що створення справедливого суспільного ладу можливе лише за умови вірно зрозумілого себелюбства, поєднання індивідуального інтересу з суспільним. Капіталістичне суспільство, що утверджується, створює умови для такого поєднання: відносини між «робітником» і «роботодавцем» Гельвецій трактував як цілком моральні, як відносини «взаємних послуг», «взаємного користування» праці і капіталу. На цій основі філософ створює теорію корисності, спрямовану, з одного боку, на розвінчування релігійних та етичних ідей, що виправдовували феодальні відносини, з іншого — на обґрунтування відносин, що складались в процесі первинного накопичення капіталу.
Принцип майнової рівності він вважав не лише нездійсненним, але й шкідливим, загрозливим як для суспільства, так і для людини. Люди можуть бути нерівними в своїх інтелектуальних і моральних здібностях. Саме тому, вони мають бути рівними перед законом і не більше. У всіх же інших вимірах Гельвецій обстоював індивідуалізм і розумне прагнення людини до щастя, яке може бути досягнене в суспільстві, очолюваному «освіченим монархом».
Філософські погляди Гельвеція розгортались в загальному річищі ідей Просвітництва. Природу він розумів як сукупність матеріальних тіл, що створюються шляхом об'єднання-роз'єднання атомів; природі притаманні просторово-часові характеристики, а також рух і причинність.
Духовний світ людини, за Гельвецієм, підпорядкований закону інтересу. Люди за своєю природою — егоїсти. Але в їх особистих інтересах — рахуватися з суспільними інтересами, дотримуватись принципу розумного егоїзму, діяти в інтересах держави, народу.
Люди не народжуються ні злими, ні добрими. Такими їх роблять соціальне середовище і виховання. На жаль, міркував філософ, релігійне виховання суперечить природі людини, а тому й спотворює її. Гельвецій розвінчував святість служителів культу, показував їх безпринципність, моральну розбещеність.
Моральні недоліки мають своєю причиною порочне законодавство. Кінцевим висновком такого пояснення людського суспільства було положення: «думки правлять світом». Вимога змінити середовище означала лише вимогу замінити феодальні порядки капіталістичними. Ідеалом Гельвеція був благополучний буржуа з його принципом особистої користі; цей буржуа не проти того, аби сприяти суспільному благу, але не на шкоду своїм особистим інтересам. Гельвецій обстоював принцип приватної власності, проте він був проти занадто різкої майнової нерівності.
Гельвецій намагався створити «науку про моральність». На його думку, з двох почуттів любові до задоволення і відрази до страждання, виникає третє почуття любові до себе. Саме любов до себе він вважав первинним імпульсом всіх дій людини. Любов до себе породжує у свою чергу пристрасті, прагнення до щастя та інтереси.
Був прихильником вчення про вирішальну роль середовища у формуванні особистості, вважав пристрасті людини головною рушійною силою суспільного розвитку.
Гельвецій розробив вельми динамічну філософську картину світу: природа, частиною якої є людина, існує вічно і має основу в собі самій; в ній все знаходиться в русі і розвитку; все народжується, росте і гине; все переходить з одного стану в інший. Ніщо в часі і просторі не передує матерії. Гельвецій обґрунтовував єдність матерії і руху, матерії і свідомості. Разом з тим, на відміну від Дідро, вважав, що матерія лише на певному етапі свого розвитку і організації знаходить здатність відчуття. Гельвецій відкидав не тільки теїзм, але і деїзм вольтерівського штибу.
У класичній традиції Просвітництва коріння ідеї надприродного і релігії Гельвецій шукав у темряві й невігластві людей, в почутті страху смерті, в організованому обмані одних людей іншими. Питання про пізнаваність світу він вирішував з позицій матеріалістичного сенсуалізму, будучи противником агностицизму. Принцип матеріалістичного сенсуалізму Гельвецій використовував у поясненні суспільства і людини. Людина, за Гельвеція, — природна істота, наділена почуттями, свідомістю, пристрастями, і є основою суспільства. З чуттєвої природи людини філософ виводив рушійну основу суспільного життя — принцип егоїзму, себелюбства. Ідея Гельвеція про те, що в діяльності людей, спрямованій на самозбереження і придбання життєвих благ, слід шукати ключ до пояснення соціальних процесів, була теоретично перспективною для свого часу. Гельвецій стверджував рівність природних розумових здібностей людей всіх рас і національностей. Причину нерівності умів бачив в різному вихованні і різних умовах життя. Майбутнє суспільство Гельвецій представляв вільним від станового поділу і станової нерівності. Був відкритим противником феодальних підвалин. Діяльність Гельвеція мала значний вплив на духовну підготовку Великої французької революції 18 століття.
У сфері політики та економіки Гельвецій виступав за повну ліквідацію феодальних відносин і феодальної власності. Був прихильником освіченого абсолютизму, оскільки вважав республіканську форму правління непридатною для великих держав. Критика Гельвецієм політичного ладу і законодавства феодального суспільства мала прогресивний для того часу характер. Головний твір Гельвеція — «Про розум» (1758) — належить до числа блискучих, талановитих творів філософської і атеїстичної думки XVIII  століття. Це був, за словами Дідро, «здоровенний удар дрюком по пересудах усіх родів». Як вже зазначалось, реакція засудила книгу на спалення за порушення «основ християнської віри».

## Українські переклади
Одним з найвизначніших перекладачів Гельвеція українською був Валер'ян Підмогильний.
- Гельвецій, К. А., Про людину, її розумові здібності та її виховання; Пер. з франц. В. Підмогильний. — К. : "Основи", 1994. — 416 с. — ISBN 5-7707-5608-X